# SKE48坂本真凛のりんりんらじお
『SKE48坂本真凛のりんりんらじお』（エスケーイーフォーティーエイトさかもとまりんのりんりんらじお）は、CBCラジオで2022年9月5日より放送されているラジオ番組である。番組キャッチコピーは「アイドル好きの現役アイドル、SKE48の坂本真凛がお届けする10分間！やったね！」。

## 概要
名古屋・栄を拠点に活動するSKE48のメンバーである坂本真凛の初の冠ラジオ番組である。
番組内で「りんりんアイドル百科事典」として坂本真凛の好きなアイドルと曲を紹介している。

## 出演者

### パーソナリティ
- 坂本真凛（SKE48）

### ゲスト
- 2023年5月1日 - 末永桜花、上村亜柚香[3]
- 2023年5月8日 - 末永桜花、水野愛理[4]
- 2023年5月15日 - 水野愛理、岡本彩夏[5]
- 2023年5月22日 - 上村亜柚香、岡本彩夏[6]

## 放送時間
- 2022年9月5日 - 2022年9月19日/毎週月曜日 21:50 - 22:00[7]
- 2022年9月26日 - /毎週月曜日 21:30 - 21:40[8]

## コーナー
りんりんアイドル百科事典
坂本真凛が好きなアイドルと曲を紹介するコーナー。